# Milan Smrčka
Milan Smrčka pseud. Záviš (ur. 27 września 1956 w Znojmu) – czeski piosenkarz i poeta.

## Życiorys
Działalność artystyczną Milan Smrčka jako Záviš rozpoczął w czasach komunistycznej Czechosłowacji, w gospodzie k. Vranova. Początkowo jego pieśni miały charakter autobiograficzny, z czasem coraz więcej utworów poświęcał swojej rodzinnej miejscowości.
Twórczość Záviša określana jest pojęciem pornofolku, z uwagi na liczne wulgaryzmy i aluzje seksualne zawarte w tekstach. Gatunek ten doczekał się już własnego festiwalu (Pornofest), na którym corocznie zbierają się miłośnicy i naśladowcy stylu Záviša.
Artysta występuje najczęściej w dwóch praskich klubach (Vagón, Nad Viktorkou), a raz w miesiącu w klubie Šelepka N°1 w Brnie.
Dorobek artystyczny Záviša obejmuje 12 płyt, a także 7 tomików z wierszami i krótkimi opowiadaniami, wydanymi nakładem wydawnictwa Julius Zirkus.
Záviš stał się głównym bohaterem filmu dokumentalnego Karla Vachka pt. Záviš, kníže pornofolku pod vlivem Griffithovy Intolerance a Tatiho Prázdnin pana Hulota aneb Vznik a zánik Československa (1918–1992) (Záviš, książę pornofolku pod wpływem Nietolerancji Griffitha i Wakacji Pana Hulota Tatiego albo powstanie i upadek Czechosłowacji), zrealizowanego w 2006.

## Dyskografia
- Určeno pro uši rabijáků (1998)
- Slunce v duši (2000)
- Záviš, syn vojáka (2001)
- Sejdeme se na věčnosti (2002)
- Radost pohledět (2004)
- Život je sranda (2005)
- Když prší (2006)
- Rolník a rorýsek /1975–2007/ (2007, FT Records)
- Bože, já jsem vůl! (2008)
- Závišova Devátá (2009)
- Záva a Pepa / Naživo za pivo (2010, Ears&Wind Records)
- Nevytahuj mi ho prosím na veřejnosti (2012)
- K tomu nic (2014, Ears&Wind Records)
- Závišova dvanáctka (2016, Ears&Wind Records)
- U prdele (2018, Ears&Wind Records)
- Hrci-prci (2020, Ears&Wind Records)
- Výlet do Znojma (2022, Ears&Wind Records))

## Twórczość literacka
- 1998: Oběšený Petr
- 2001: Konec zhuntovaného kavalíra
- 2003: Záviš, pacient Šafáře
- 2005: Ať žije republika
- 2007: Nedá se svítit
- 2008: Prvé písně Závišovy
- 2010: Pičoviny
- 2012: Veršíky z putyky
- 2013: Krůček od hajzlu
- 2015: Let balónem
- 2017: Muzikant
- 2020: Pralinky z mašinky
- 2023: Povídky z kutlochu